# Sorbiers, Hautes-Alpes

Sorbiers este o comună în departamentul Hautes-Alpes, Franța. În 1 ianuarie 2022 avea o populație de 49 de locuitori.